# Antônio de Souza Lobo
Antônio Araújo Souza Lobo ( Campos dos Goytacazes, 26 février 1840 - Rio de Janeiro, 1er février 1909 ), plus connu sous le nom d' Antônio de Souza Lobo, est un peintre, professeur, photographe et restaurateur brésilien. Dans son travail, il est un pionnier dans l’utilisation de la photographie et l’adoption de techniques de peinture, notamment dans l’enseignement de l’art. Il se consacre à la peinture historique. Ses peintures sont exposées au Musée national des Beaux-Arts et au Musée Paulista. Sa représentation de Dom Pedro II est particulièrement connue.

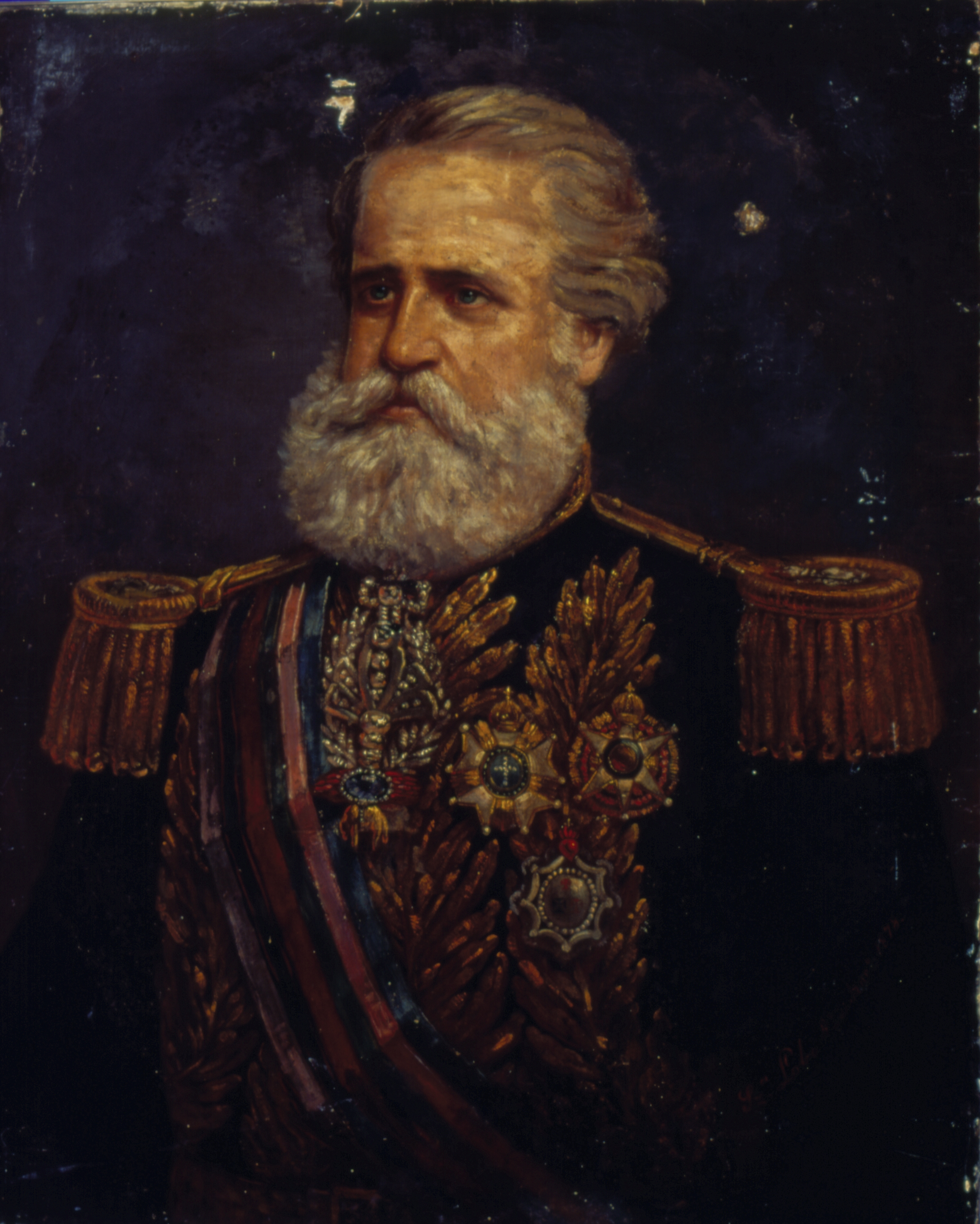
Portrait de D. Pierre II, 1879, exposé au Museu Paulista.

Il est diplômé de l'Académie Impériale des Beaux-Arts, sous la direction d'Agostinho da Mota, Augusto Müller et Victor Meirelles. Il enseigne la peinture au Lycée des Arts et Métiers dans les années 1870. Il participe également dans les années 1870 à un projet de modernisation de l’enseignement artistique, appelé Acropolio, qui privilégie l’éducation artistique plurielle.
Il est décoré de l'Ordre impérial de la Rose.